# Ryōma Hashiuchi
Ryōma Hashiuchi (japanisch 橋内 竜真 Hashiuchi Ryōma; * 22. April 1989 in der Präfektur Shiga) ist ein japanischer Fußballspieler.

## Karriere
Hashiuchi erlernte das Fußballspielen in der Schulmannschaft der Tokai University Daigo High School. Seinen ersten Vertrag unterschrieb er 2008 bei FC Gifu. Der Verein spielte in der zweithöchsten Liga des Landes, der J2 League. Für den Verein absolvierte er acht Ligaspiele. Danach spielte er bei MIO Biwako Kusatsu. Ende 2010 beendete er seine Karriere als Fußballspieler.